# O Mandaloriano (personagem)
Din Djarin, popularmente chamado de O Mandaloriano, às vezes também chamado pelo apelido Mando, é um personagem fictício da franquia Star Wars e o protagonista da série O Mandaloriano do serviço de exibição de vídeos on-line Disney+. 
É órfão desde criança, após adotado, cresceu sob os costumes da cultura mandaloriana tornando-se um caçador de recompensas e guerreiro. Originalmente o Mandaloriano é contratado para capturar "Grogu", um bebê da mesma espécie alienígena de Yoda, porém ele muda de ideia e decide protegê-la de um estranho remanescente do caído Império Galáctico.
Jon Favreau, o criador e showrunner da série The Mandalorian, concebeu o personagem parcialmente inspirado por Clint Eastwood e seu personagem do Pistoleiro sem nome nos filmes de faroeste espaguete dirigidos por Sergio Leone. Os filmes de samurai de Akira Kurosawa também foram outra fonte inspiração, assim como Han Solo, um dos protagonistas de Star Wars, também influenciou a interpretação do personagem. O Mandaloriano é dublado e interpretado por Pedro Pascal. Favreau se aproximou do ator para o papel, e o ator Oscar Isaac pediu que Pascal aceitasse o papel.
Pascal estava trabalhando em vários projetos ao mesmo tempo em que The Mandalorian estava em produção, logo ele não apareceu em todos os episódios. O ator Brendan Wayne e o dublê Lateef Crowder interpretaram o personagem quando Pascal não estava disponível. O figurino do Mandaloriano foi criado pela Legacy Effects e compartilha muitas semelhanças com o personagem de Star Wars Boba Fett, embora os cineastas de The Mandalorian procurassem deliberadamente estabelecer diferenças entre os dois figurinos.
O figurino apresentou desafios para os atores que interpretaram o Mandaloriano, sendo o porte físico do personagem um fator muito importante para a performance, pois pequenos gestos parecem muito mais exagerados quando o figurino é usado. A dinâmica entre o Mandaloriano e Grogu incorpora um tema de paternidade e fraternidade predominante em toda a série The Mandalorian. O personagem e o desempenho de Pascal foram bem recebidos pela crítica em geral, com algumas análises negativas criticando o fato de que o rosto de Pascal é constantemente oculto pelo traje.

## Aparições

### Biografia fictícia
O nome verdadeiro do Mandaloriano é Din Djarin, embora essa informação não seja revelada até o "Chapter 8: Redemption", o episódio final da primeira temporada de The Mandalorian. Aspectos da história de fundo do personagem são fornecidos gradualmente ao longo da temporada. Quando criança, seus pais foram mortos durante um ataque de droides de batalha afiliados à Aliança Separatista durante as Guerras Clônicas. Vários civis foram mortos durante o ataque, e os pais de Din o escondem pouco antes de morrerem em uma explosão. O próprio Din é resgatado por uma tribo de guerreiros mandalorianos, e mais tarde é adotado em sua cultura como um "enjeitado", um órfão criado na tradição mandaloriana, apesar de não ser um nativo do planeta Mandalore. Ele se junta a uma tribo liderada pela Armeira (Emily Swallow), onde são forçados a se esconderem devido às perseguições do Império Galáctico.
O Mandaloriano nunca remove seu capacete na frente dos outros, o que sua tribo consideraria uma traição digna de expulsão. Isso criou uma inconsistência na trama que ainda não foi explicada, porque os personagens mandalorianos que apareceram em outras obras do universo de Star Wars removiam seus capacetes. O Mandaloriano acaba se tornando um caçador de recompensas e se junta à Guilda dos Caçadores de Recompensa, tornando-se amplamente conhecido pelo apelido "Mando". Em algum momento antes dos eventos em The Mandalorian, ele trabalha com um grupo de mercenários que incluem Ran Malk (Mark Boone Junior), Xi'an (Natalia Tena) e Qin (Ismael Cruz Córdova). Ele acaba se separando desse grupo em circunstâncias não amigáveis, pelas quais ele leva a culpa. O Mandaloriano pilota uma nave chamada Razor Crest, e uma de suas armas principais é um rifle de elite Amban, que possui um cano em forma de pino que dispara rajadas poderosas o suficiente para desintegrar seus alvos. A arma foi inspirada em um rifle semelhante usado pelo caçador de recompensas Boba Fett no programa The Star Wars Holiday Special (1978).

### Primeira temporada
No primeiro episódio da série, ambientado cinco anos após os eventos do filme Return of the Jedi (1983), o Mandaloriano aceita uma comissão do líder da Guilda dos Caçadores de Recompensa Greef Karga (Carl Weathers), para coletar um "ser vivo" de 50 anos de idade para um misterioso Cliente sem nome (Werner Herzog), que representa um remanescente do agora caído Império Galáctico. O Cliente oferece como recompensa um suprimento generoso de aço Beskar, um metal mandaloriano sagrado. O Mandaloriano rastreia o seu objetivo até o planeta deserto Arvala-7, onde recebe ajuda de um fazendeiro e mecânico de Ugnaught chamado Kuiil (Nick Nolte). Após firmar uma relutante parceria com o droide caçador de recompensas IG-11 (Taika Waititi) para se infiltrar em um complexo protegido por mercenários, o Mandaloriano descobre que o seu alvo é, na realidade, um bebê da mesma espécie do Yoda, conhecido como "A Criança". O IG-11 tenta matar a Criança, mas o Mandaloriano atira e destrói o droide, levando a Criança viva. No "Chapter 2: The Child", o Mandaloriano luta e é quase morto por uma grande criatura Mudhorn, mas a Criança usa a Força para levitá-la no ar, permitindo que o Mandaloriano matasse a criatura ainda surpreso com o ocorrido. O Mandaloriano entrega com sucesso a Criança ao Cliente no planeta Nevarro e coleta o aço de Beskar no "Chapter 3: The Sin".
A Armeira forja uma couraça completa do aço Beskar para o Mandaloriano em um esconderijo de uma tribo que vive nos esgotos do planeta. Mais tarde, o Mandaloriano sente uma mudança incomum de sentimentos do seu coração e retorna à base do Cliente para resgatar a Criança, matando muitos stormtroopers no processo. No caminho de volta para sua nave Razor Crest, o Mandaloriano é emboscado por Greef e outros membros da Guilda, que agora estão buscando a recompensa da Criança que fora reativada. Em menor número e encurralado, o Mandaloriano escapa quando outros Mandalorianos de sua tribo chegam na luta, atacando os caçadores de recompensas e permitindo-lhe chegar em sua nave com a Criança e fugir de Nevarro. Enquanto se esconde de caçadores de recompensas em busca dele e da Criança, o Mandaloriano realiza várias missões para sobreviver. Elas incluem a proteção de uma vila em Sorgon contra invasores no "Chapter 4: Sanctuary", tentar capturar a assassina Fennec Shand em Tatooine no "Chapter 5: The Gunslinger", e invadir uma prisão da Nova República com a equipe de mercenários de Ran Malk no "Chapter 6: The Prisioner".
No penúltimo episódio da primeira temporada, "Chapter 7: The Reckoning", o Mandalorian recebe uma transmissão desesperada de Greef, que informa-lhe que a cidade foi invadida pelo Cliente e suas tropas imperiais, todos empenhados em recuperar a Criança. Karga propõe que os Mandalorianos usem a Criança como isca para matar o Cliente e libertarem a cidade. Em troca, Greef diz que cancelaria a recompensa colocada sobre ele e a Criança. Prevendo uma possível uma armadilha, o Mandaloriano recruta vários aliados antes de viajar de volta a Nevarro para encontrar Greef. Sua equipe inclui a ex-soldada de choque rebelde que se tornou mercenária Cara Dune (Gina Carano), bem como Kuiil e o droide IG-11, que foi reconstruído e reprogramado por Kuiil. Contudo, a reunião dá errado quando o superior do cliente, Moff Gideon (Giancarlo Esposito) chega inesperadamente na companhia do seu regimento liderado por deathtroopers cercando e abrindo fogo contra o prédio em que estavam, matando o Cliente e encurralando o Mandaloriano, Cara e Greef dentro do local. Gideon revela detalhes secretos sobre cada membro do trio, incluindo o nome de nascimento do Mandaloriano, "Din Djarin", confirmando que Gideon estava envolvido em uma operação passada contra os Mandalorianos conhecido como "Expurgo de Mandalore". Kuiil é morto por dois stormtroopers imperiais e a Criança é brevemente capturada por eles, porém ela é rapidamente resgatada pelo IG-11 no início do "Chapter 8: Redemption", o último episódio da primeira temporada.
O IG-11 e a Criança retornam ao Mandaloriano e seus aliados, e um breve tiroteio acontece com as tropas de Gideon, deixando o Mandaloriano gravemente ferido. Enquanto os outros escapam para os esgotos, o IG-11 remove o capacete do Mandaloriano para cuidar de suas feridas e salvar sua vida e, desta forma, revelando o rosto do Mandalorian pela primeira vez na série. Os Mandalorianos e o IG-11 se reagrupam com os outros e procuram ajuda da tribo dos Mandalorianos, e descobrem que as tropas imperiais limparam o esconderijo depois que a tribo se revelou anteriormente para salvar o Mandaloriano. Eles encontram a Armeira, que fornece as armas da tribo e um propulsor a jato para o Mandaloriano. Ela adota oficialmente a Criança na cultura Mandaloriana como uma "enjeitada", tal como o Mandaloriano já foi, e instrui o Mandaloriano a procurar e entregar a Criança aos outros de sua espécie. Até que isso ocorra, ela declara que o Mandaloriano e a Criança são um "clã de dois", e que o Mandaloriano será como um pai para ele. O IG-11 se sacrifica para destruir um esquadrão inteiro de stormtroopers que estavam bloqueando sua fuga e, quando Moff Gideon ataca o grupo pilotando um TIE Fighter, o Mandaloriano usa seu propulsor a jato recém-adquirido para se defender do ataque. O Mandaloriano e a Criança se despedem de Cara e Greef antes de enterrar Kuiil e deixar Nevarro.

## Caracterização
O Mandaloriano é um guerreiro forte, engenhoso e eficiente. Ele é muito rápido e preciso com um blaster, e poucos outros personagens da série conseguem demonstrar um nível de combate corpo a corpo semelhante ao dele, com exceção de Cara Dune. O Mandaloriano é metódico quando entra em combate, caça e isola seus inimigos eliminando-os um por vez. Apesar de ser uma espécie de lobo solitário e geralmente trabalhar sozinho, ele ainda fica disposto a aceitar assistência de outras pessoas. Ele aceita a ajuda de Kuiil várias vezes durante a primeira temporada e tenta recompensá-lo por essa assistência. Ele também se oferece para trabalhar com o IG-11 para capturar a Criança no episódio de estreia da série. O Mandaloriano raramente fala e, quando o faz, revela pouca informação além do necessário. Pedro Pascal, o ator que interpreta o Mandaloriano, disse que tentou tornar o personagem humano e acessível, apesar de seu rosto estar oculto por uma máscara. Ele disse: "A ideia é que ele é identificável. Estamos todos meio que cobertos por nossa própria armadura e com medo de tirá-la, e é isso que o leva a ser um personagem que realmente queremos seguir." Um editor da revista The Atlantic, Spencer Kornhaber, escreveu que o Mandaloriano é um dos muitos personagens da franquia Star Wars que usam máscaras pois elas são "os meios pelos quais as pessoas tentam alcançar a perfeição e a indiferença das máquinas". Kornhaber disse que quando o capacete do Mandaloriano é finalmente removido pela primeira vez, ele não é apresentado como uma grande epifania ou a revelação de uma identidade secreta, mas como "um lembrete de que esse caubói/cavaleiro espacial lacônico é apenas um cara". O personagem leva muito a sério as tradições mandalorianas demonstrando enorme respeito e gratidão pela cultura mandaloriana devido à sua educação, que ele reflete fornecendo dinheiro de suas recompensas para apoiar outros fundadores. A morte de seus pais nas mãos de droides de batalha também o deixaram com uma forte aversão e ódio por droides em geral.

Pascal acredita que o Mandaloriano é moralmente mais ambíguo do que a maioria dos protagonistas de Star Wars, descrevendo-o como um "herói sombrio". Ele disse: "Eu acho que o universo moral de Star Wars pode ser muito específico e meio preto e branco, há o bem e o mal, e neste começamos a brincar com os limites disso, e isso é o que torna o personagem tão interessante. Ele não é um herói típico." Por fim, Pascal acredita que o Mandaloriano quer fazer a coisa certa, mas que seus deveres como caçador de recompensas e guerreiro frequentemente entram em conflito com sua convicção. Carl Weathers escrevendo sobre o personagem, disse: "O Mandaloriano é, eu penso, de certa forma como qualquer outro personagem de The Mandalorian. Há algo nele que é muito egoísta e egocêntrico, e também há algo nele que é muito altruísta e humano. Há humanidade nele." No início da série, em particular, o Mandaloriano aparenta possuir uma personalidade fria, ignorando os apelos das pessoas que ele caça e captura. O fato do Mandaloriano ter trabalhado com a equipe de mercenários de Ran Malk antes dos eventos de The Mandalorian mostra que ele tinha ainda menos moral antes do início da série. Isso fica ainda mais evidente no "Chapter 6: The Prisioner" quando Xi'an, um dos mercenários do grupo, faz alusão a atos violentos que o Mandaloriano cometeram no planeta Alzoc III, algo que ele reluta em discutir. Entretanto, a introdução da Criança no "Chapter 1: The Mandalorian" serve para humanizar e moralizar o Mandaloriano. O criador do Mandaloriano, Jon Favreau, e Deborah Chow, uma das diretoras de The Mandalorian, sentiram que a cena no "Chapter 3: The Sin", quando o Mandaloriano decide voltar para resgatar a Criança, foi um momento crucial para o personagem. Chow disse: "Esse é o ponto sem volta, uma vez que ele toma essa decisão. Ali mesmo, ele está mudando toda a sua vida". O crescimento da moralidade vista no Mandaloriano é demonstrado no "Chapter 6", quando ele tenta intervir para salvar o vida do soldado da Nova República Davan (Matt Lanter) durante uma fuga da prisão, mesmo que fosse mais conveniente matá-lo. Adicionalmente no mesmo episódio, em vez de matar seus companheiros mercenários depois que o traem, o Mandaloriano demonstra ainda mais sua consciência moral ao optar por deixá-los presos em uma cela.